# Cryptocatantops uvarovi
Cryptocatantops uvarovi är en insektsart som först beskrevs av Vitaly Michailovitsh Dirsh 1956.  Cryptocatantops uvarovi ingår i släktet Cryptocatantops och familjen gräshoppor. Inga underarter finns listade i Catalogue of Life.